# شهرستان دیکلب (جورجیا)
شهرستان دیکلب، جورجیا (به انگلیسی: DeKalb County, Georgia) یک سکونتگاه مسکونی در ایالات متحده آمریکا است که در جورجیا واقع شده‌است.